# غريتشين جارنر
غريتشين جارنر (بالإنجليزية: Gretchen Garner)‏ هي كاتِبة أمريكية، ولدت في 27 ديسمبر 1939، وتوفيت في 15 فبراير 2017.